# Hemisemidalis pallida
Hemisemidalis pallida is een insect uit de familie van de dwerggaasvliegen (Coniopterygidae), die tot de orde netvleugeligen (Neuroptera) behoort. 
De wetenschappelijke naam Hemisemidalis pallida is voor het eerst geldig gepubliceerd door Withycombe in 1924.